# ソルトウォーター・リヴァーの炭鉱史跡
ソルトウォーター・リヴァーの炭鉱史跡とは、オーストラリア・タスマニア州のソルトウォーター・リヴァーにある炭鉱史跡である。

## 概要
1830年、ポート・アーサーに刑務所が設立された。ポート・アーサーの刑務所は、脱走不可能の刑務所であった。
ソルトウォーター・リヴァーの炭鉱で働いた人々は、ポート・アーサーに流刑で流された人々の中でも、最も犯した罪が重い囚人たちであった。ここでの採掘は1833年から1848年までの15年間、続けられた。
鉱山の閉鎖後、当時の建物は、廃墟と化したが、1996年、ポート・アーサー歴史遺産管理局（Port Arthur Historic Site Management Authority）が設立され、ポート・アーサーとともに歴史遺産として、管理されることとなった。2010年、オーストラリア国内の他の10の遺産とともに、UNESCOの世界遺産に、オーストラリアの囚人遺跡群の構成要件の1つとして、登録された（英語名の資産名は、「Coal Mines Historic Site」である）。

## 世界遺産登録基準
この世界遺産は世界遺産登録基準のうち、以下の条件を満たし、登録された（以下の基準は世界遺産センター公表の登録基準からの翻訳、引用である）。
- (4) 人類の歴史上重要な時代を例証する建築様式、建築物群、技術の集積または景観の優れた例。
- (6) 顕著で普遍的な意義を有する出来事、現存する伝統、思想、信仰または芸術的、文学的作品と直接にまたは明白に関連するもの（この基準は他の基準と組み合わせて用いるのが望ましいと世界遺産委員会は考えている）。